# سانت‌آمبروجیو دی تورینو
سانت‌آمبروجیو دی تورینو (به ایتالیایی: Sant'Ambrogio di Torino) یک کومونه در ایتالیا است که در استان تورین واقع شده‌است. سانت‌آمبروجیو دی تورینو ۸٫۶ کیلومتر مربع مساحت و ۴٬۸۴۳ نفر جمعیت دارد و ۳۵۶ متر بالاتر از سطح دریا واقع شده‌است.

## خواهرخوانده
شهر Sant'Ambrogio sul Garigliano خواهرخواندهٔ سانت‌آمبروجیو دی تورینو هست.